# Passiflora gracilis
Passiflora gracilis là một loài thực vật có hoa trong họ Lạc tiên. Loài này được J.Jacq. ex Link mô tả khoa học đầu tiên năm 1822.